# Hangenbieten
Hangenbieten är en kommun i departementet Bas-Rhin i regionen Grand Est (tidigare regionen Alsace) i nordöstra Frankrike. Kommunen ligger i kantonen Mundolsheim som tillhör arrondissementet Strasbourg-Campagne. År 2022 hade Hangenbieten 1 788 invånare.

## Befolkningsutveckling
Antalet invånare i kommunen Hangenbieten
| Referens: INSEE |